# Bielanki
Bielanki [pronunciación en polaco: /bjɛˈlaŋki/] es un pueblo en el distrito administrativo de Gmina Brzeziny, dentro del Distrito de Brzeziny, Voivodato de Łódź, en el centro de Polonia. Se encuentra aproximadamente 7 kilómetros al noreste de Brzeziny y 24 kilómetros al este de la capital regional, Łódź.